# Theridion chacoense
Theridion chacoense là một loài nhện trong họ Theridiidae.
Loài này thuộc chi Theridion. Theridion chacoense được Herbert Walter Levi miêu tả năm 1963.